# Confine tra Lesotho e Sudafrica
Il confine tra Lesotho e Sud Africa ha una lunghezza di 1106 km e forma un anello completo, poiché il Lesotho è un'enclave ed è interamente circondato dal Sudafrica. Il confine segue il fiume Caledon, lo spartiacque dei monti dei Draghi, il fiume Orange, il fiume Makhaleng e una serie di colline che uniscono il Makhaleng al Caledon.

## Storia
Il popolo Basotho formò un sistema politico distinto negli anni 1820 sotto il Moshoeshoe I, primo sovrano del Lesotho. In quel periodo il territorio dei Basotho comprendeva gran parte di quella che è l'odierna provincia del Stato libero del Sudafrica. Questo territorio andò perso negli anni 1850 e 1860 in una serie di guerre tra i Basotho e i boeri dello Stato Libero dell'Orange. Nel 1868 il Basutoland (come era allora noto) divenne un protettorato britannico. Fatta eccezione per il periodo di annessione alla Colonia del Capo dal 1871 al 1884, rimase un protettorato fino a quando ottenne l'indipendenza come Regno del Lesotho nel 1966.
Il confine tra il Basutoland e Stato Libero dell'Orange venne definito nella Convenzione di Aliwal North del 1869. Il confine fu poi confermato e la delimitazione della frontiera con la Colonia del Capo e la colonia Natal fu definita in modo dettagliato dall'avviso dell'Alto Commissario del 13 maggio 1870, modificata dall'avviso del governo n. 74 del 6 novembre 1871.

## Geografia

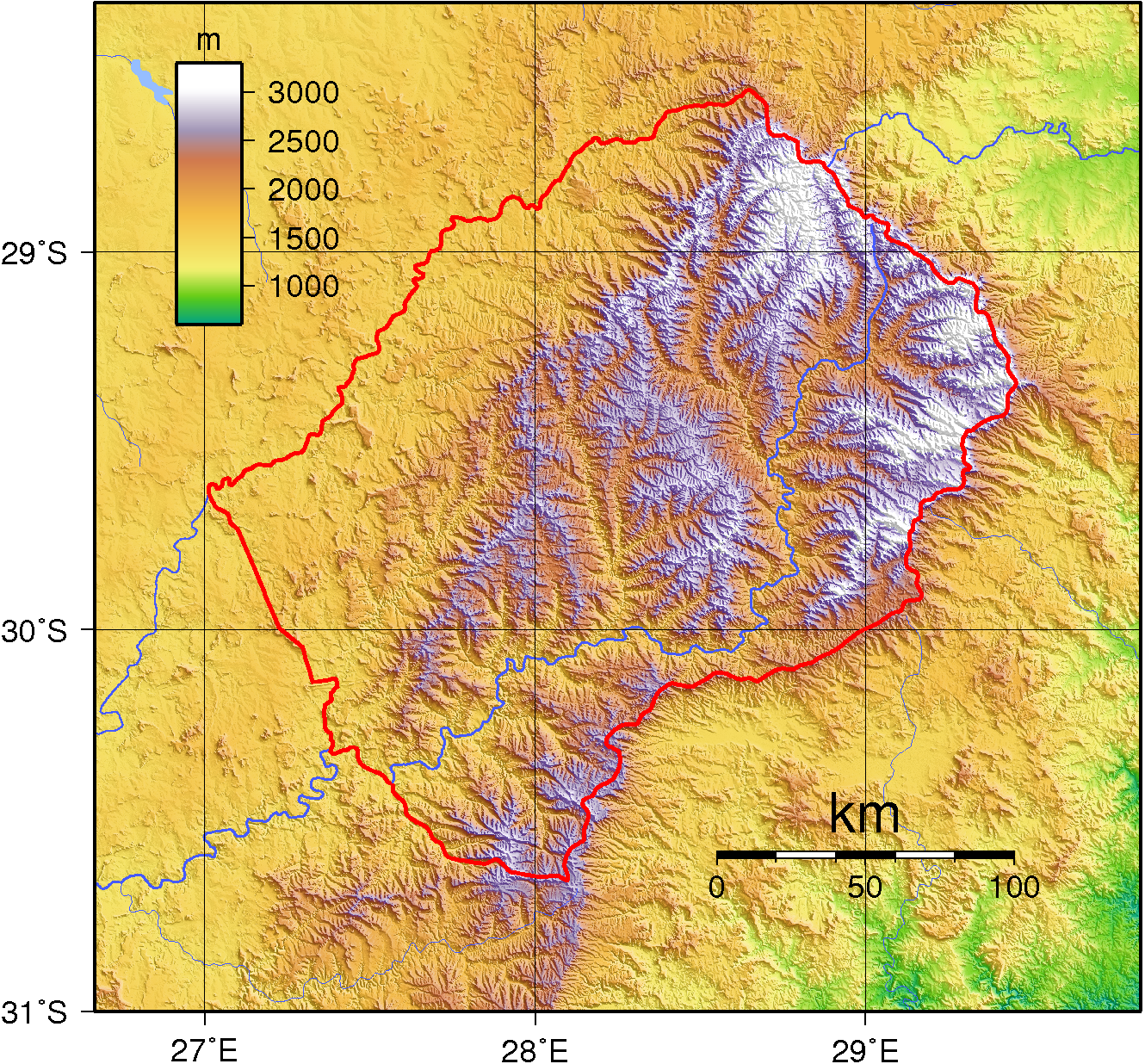
Mappa topografica del Lesotho

Partendo dal Mont-aux-Sources, il confine corre lungo lo spartiacque tra il bacino del fiume Orange (che sfocia nell'Oceano Atlantico) e i vari fiumi che scorrono dai Monti dei Draghi all'Oceano Indiano. Segue questo spartiacque fino alla sorgente del fiume Tele vicino a Ben Macdhui; da lì segue il Tele fino alla sua confluenza con il fiume Orange e l'Orange fino alla sua confluenza con il fiume Makhaleng.
Da questa confluenza il confine corre lungo il fiume Makhaleng fino a un punto a ovest di Mohale's Hoek, e poi lungo una serie di colline e segmenti rettilinei per incontrare il fiume Caledon a nord di Wepener. Il confine segue quindi il fiume Caledon, oltre la capitale del Lesotho, Maseru e la città sudafricana di Ficksburg, fino alla sorgente del fiume, contrassegnata da un faro a Quaneka Neck. Da questo faro segue la linea dello spartiacque tra i bacini del fiume Orange e del fiume Vaal fino a Mont-aux-Sources.
Tutti e dieci i distretti del Lesotho toccano il confine, così come tre province del Sud Africa: Stato libero, KwaZulu-Natal e la Provincia del Capo Orientale.

## Valichi di frontiera

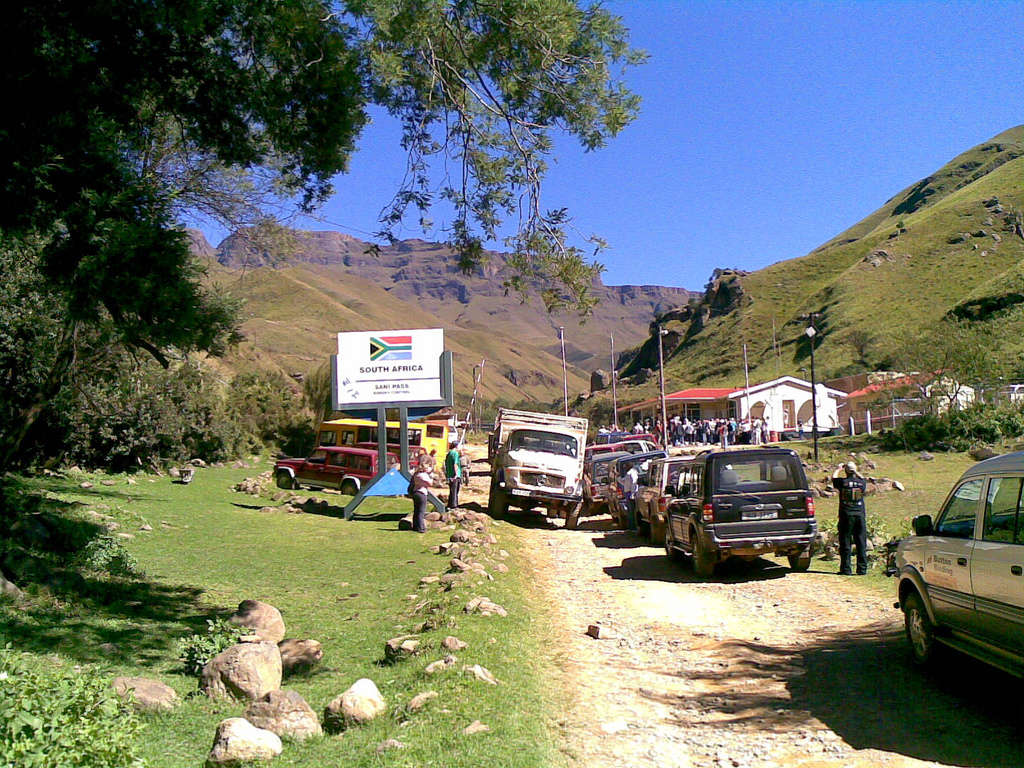
Il posto di frontiera sudafricano sul Sani Pass

I valichi di frontiera ufficiali sono descritti nella tabella seguente, ordinata in senso orario a partire dal ponte Maseru.
| Lesotho | Lesotho            | Sudafrica | Sudafrica          | Orario di apertura | Note                                                         | Coordinate geografiche |
| Strada  | Posto di frontiera | Strada    | Posto di frontiera | Orario di apertura | Note                                                         | Coordinate geografiche |
| ------- | ------------------ | --------- | ------------------ | ------------------ | ------------------------------------------------------------ | ---------------------- |
| A2      | Maseru Bridge      | N8        | Maseru Bridge      | 24 ore             | La linea ferroviaria Maseru branch attraversa qui il confine | 29.298°S 27.4546°E     |
|         | Peka Bridge        |           | Peka Bridge        | 08:00–16:00        |                                                              | 28.945°S 27.7344°E     |
|         | Maputsoe           |           | Ficksburg Bridge   | 24 ore             |                                                              | 28.8839°S 27.8903°E    |
|         | Caledonspoort      |           | Caledonspoort      | 06:00–22:00        |                                                              | 28.6948°S 28.2339°E    |
|         | Monantsa Pass      |           | Monantsa Pass      | 08:00–16:00        |                                                              | 28.5902°S 28.6826°E    |
|         | Sani Pass          |           | Sani Pass          | 06:00–18:00        | Veicolo a trazione integrale necessario                      | 29.5847°S 29.2863°E    |
|         | Ngoangoana         |           | Boesmansnek        | 08:00–16:00        | Chiuso ai veicoli                                            | 29.8849°S 29.1532°E    |
|         | Ramatseliso's Gate |           | Ramatseliso's Gate | 08:00–16:00        |                                                              | 30.0502°S 28.9339°E    |
|         | Qacha's Nek        |           | Qacha's Nek        | 06:00–22:00        |                                                              | 30.1297°S 28.6856°E    |
|         | Ongeluksnek        |           | Ongeluksnek        | 08:00–16:00        | Veicolo a trazione integrale necessario                      | 30.3383°S 28.2519°E    |
| A24     | Tele Bridge        | R393      | Tele Bridge        | 06:00–22:00        |                                                              | 30.4319°S 27.5673°E    |
|         | Makhaleng Bridge   |           | Makhaleng Bridge   | 08:00–16:00        |                                                              | 30.1641°S 27.3996°E    |
|         | Sepapu's Gate      |           | Sepapu's Gate      | 08:00–16:00        |                                                              | 29.9476°S 27.1993°E    |
|         | Van Rooyen's Gate  |           | Van Rooyen's Gate  | 06:00–22:00        |                                                              | 29.756°S 27.1091°E     |